# Донич Іван Васильович
Іван Васильович До́нич (нар. 6 лютого 1952, Старі Редени) — український поет; член Національної спілки письменників України з 1995 року. Лауреат Луганських обласних літературних премій імені Бориса Горбатова (1977) та імені Миколи Чернявського (2006).

## Біографія
Народився 6 лютого 1952 року в селі Старих Реденах (нині Унгенський район, Молдова). Закінчив Ровеньківськи гірничий технікум. З 1970 року працював на шахтах Луганської облобласті, зокрема підземним електрослюсарем на шахті «Должанська-Капітальна» міста Свердловська (нині Довжанськ).

## Творчість
Друкується з 1968 року. Пише українською, молдовською і російською мовами. Автор книг:
- Папоротник на камне (Луганськ, 1990);
- Иволгина флейта (Луганськ, 1991);
- Загублений спокій (Луганськ, 1993);
- Розхристаний час (Київ, 1993);
- Пока не сожжены мосты (Київ, 1995);
- Вышел зайка на лужайку (Рубіжне, 1995);
- Только рядом с тобой (Луганськ, 1997);
- Літо без тепла (Луганськ, 1997);
- Цвета и оттенки (Луганськ, 1998);
- Потерянные листья: Избранное (Луганськ, 1999);
- Полюс нежности (Луганськ, 1999);
- Свій хрест (Київ, 2000);
- Свет в тоннеле (Луганськ, 2001);
- На долонях осені: Вибране (Луганськ, 2001);
- Танец судьбы (Луганськ, 2001);
- Ностальгия (Луганськ, 2002);
- Вівтар душі (Луганськ, 2002);
- Утренние строки (Луганськ, 2003);
- Нить Ариадны (Луганськ, 2003);
- Родная чужбина: Избранное (Луганськ, 2006. Том 1);
- Алтарь души: Избранное (Луганськ, 2006. Том 2).

Окремі вірші поета перекладено українською мовою.